# پریکلا
بریکلا، روستایی از توابع بخش چمستان شهرستان نور در استان مازندران ایران است.

## جمعیت
این روستا در دهستان لاله‌آباد قرار دارد و براساس سرشماری مرکز آمار ایران در سال ۱۳۸۵، جمعیت آن ۷۹ نفر (۲۴خانوار) بوده‌است.